# 馬丁群島
馬丁群島（Martin Islands），是南極洲的群島，位於維厄格島以西2公里，處於雷諾島北部以東5海里的格朗迪迪埃海峽，由讓-巴蒂斯特·夏古率領的法國探險隊繪入地圖和命名，現時由南極條約體系管理。